# Alfabeto húngaro antiguo
El alfabeto húngaro antiguo (en húngaro conocido como rovásírás o székely rovásírás, székely-magyar rovás; abreviado simplemente como rovás "muesca, marca") es un sistema de escritura alfabético usado por los magiares en la Alta Edad Media (del siglo VII al X). Debido a su reminiscencia rúnica, el alfabeto húngaro antiguo también ha sido llamado popularmente "runas húngaras" o "alfabeto de runas húngaro". 
Se cree que el alfabeto deriva del alfabeto turco antiguo y probablemente apareció por primera vez durante el siglo VII. Los magiares se asentaron en la llanura Panónica en 885; cuando el Reino de Hungría fue fundado en 1000 y fue adoptado el Cristianismo, también fue adoptado el alfabeto latino y este sistema de escritura cayó en desuso. No obstante, en regiones remotas de Transilvania, el alfabeto mantuvo un uso marginal por los magiares székely por lo menos hasta el siglo XVII, bajo el nombre de székely rovásírás.
El alfabeto estaba adaptado a la fonología del idioma húngaro, representado letras por fonemas, tales como cs, gy, ly, ny, ö, sz, ty, ü, zs.. El alfabeto húngaro moderno representa estos sonidos con dígrafos (secuencias de letras usadas para escribir un solo sonido) y con signos diacríticos. En cambio, el alfabeto rovásírás no contiene las letras para los fonemas dz, dzs del húngaro moderno, dado que estos son desarrollos relativamente recientes en la historia de ese idioma. Las letras latinas q, w, x e y tampoco tienen un equivalente, dado que no son fonemas separados en húngaro y solo se usan para palabras extranjeras.

## Orígenes
Alrededor de 600, las tribus magiares se trasladaron hacia el suroeste desde sus antiguos territorios en la región costera al este del Mar Negro. Las runas húngaras están relacionadas con el alfabeto turco antiguo, a su vez probablemente (aunque existe cierto debate al respecto) derivado del alfabeto arameo.

## Caracteres
El alfabeto de runas incluye 42 letras que pueden variar de forma pero siendo la misma. Algunas consonantes tienen dos formas, por ejemplo, 
tenemos la aS frente a eS. La primera forma se emplea tras vocales a, á, o, ó, u, ú, mientras que la forma 'e' se escribe tras e, ë, é, i, í, ö, ő, ü, ű.
Las runas húngaras también pueden incluir algunas runas no alfabéticas que no se presentan unidas sino como signos separados. Se conocen como capita dictionum y no se ha definido claramente su origen o su uso normal.
Algunos ejemplos son:

### Discusión académica
La escritura con runas húngara fue descrita por primera vez durante el  humanismo del Renacimiento y del Barroco. Concretamente en 1598 por János Telegdi en su manual, Rudimenta Priscae Hunnorum Linguae, en el que presenta su interpretación de las rovás. esta obra también contiene textos en húngaro escritos con runas como por ejemplo el Padre nuestro.
En el siglo XIX los estudiosos comenzaron a investigar las reglas y otras características de esta escritura y fue en ese momento cuando la palabra rovásírás comenzó a formar parte de la conciencia popular húngara.
Dado que la escritura con runas había sido sustituida por el latín las investigaciones de los lingüistas tuvieron que reconstruir el alfabeto a partir de documentos y materiales históricos. El etnógrafo y folklorista Gyula Sebestyén y el filólogo, lingüista y turcólogo Gyula (Julius) Németh, hicieron la mayor parte de este trabajo y por ello las obras de Sebestyén Rovás és rovásírás (Muescas y escritura de runas) (1909) y A magyar rovásírás hiteles emlékei de 1915 (Reliquias fiables de la escritura con rúnica húngara) contiene abundante información sobre el tema.

### Húngaro
- Új Magyar Lexikon (Nueva Enciclopedia Húngara). Budapest: Akadémiai Kiadó, vol. 5, ISBN 963-05-2808-8
- Sebestyén, Gyula (1915). A magyar rovásírás hiteles emlékei, Budapest.
- Fodor, István; György Diószegi y László Legeza (1996). Őseink nyomában. (On the scent of our ancestors) Budapest: Magyar Könyvklub-Helikon Kiadó, p. 82, ISBN 963-208-400-4
- Tóth-Károly Bera, Dóra (1996). Honfoglalás és őstörténet. Budapest: Aquila, ISBN 963-8276-96-7
- Kiszely, István. A magyar nép õstörténete

### Inglés
- Rockstein, Edward D. (1990). "The Mystery of the Székely Runes", Epigraphic Society Occasional Papers, 19: 176–183.

### Latín
- Thelegdi, J. (1598). Rudimenta priscae Hunnorum linguae brevibus quaestionibus et responsionibus comprehensa, Batavia.